# John Lipke
Johannes Rudolf Berthold Lipke, conhecido como John Lipke (Berlim, 27 de junho de 1875 — São Paulo, 18 de junho de 1943) foi um professor, pastor, médico e missionário adventista alemão com atuação no Brasil.

## Biografia
Quando jovem ingressou no Seminário Adventista de Hamburgo onde concluiu o curso de teologia. Migrou em 1896 para os Estados Unidos, onde conheceu a jovem teuto-americana do New Haven, no Missouri, Augusta Guilhermina Schulte, quatro anos mais velha que ele, no Colégio Adventista de Battle Creek. Casaram-se nos Estados Unidos e atenderam ao apelo do Comitê Missionário da Igreja Adventista do Sétimo Dia e embarcaram rumo ao Brasil.

## Trabalho no Brasil
Chegaram em 1897 e trabalhou um ano como professor paroquial em Porto Alegre, dedicando-se ao evangelismo e colportagem. Mudou-se para a cidade catarinense de Gaspar Alto, nas imediações de Brusque, onde em 1900 fundou uma Escola Preparatória Missionária para jovens de ambos os sexos.
Em 1903, com o pioneiro da apicultura brasileira Emílio Schenck, genro do pastor Huldreich F.Graf, criou a Escola Missionária Adventista de Taquari. Adotou dois filhos, Bertha e Daniel.
Foi presidente da Associação Rio Grande do Sul, Missão Leste do Brasil, da Missão São Paulo.
Articulista da revista mensal Advent Review and Sabbath Herald, contribuiu com artigos sobre saúde para a Revista Sinais dos Tempos editada pela Casa Publicadora Brasileira que ajudou a fundar em Taquari, em 1905, com recursos, prelo e tipos móveis doados que arrecadou em viagem pelas igrejas e instituições adventistas dos Estados Unidos e Alemanha em 1904.
Em 1914 realizou série de conferências na então cidade paulista de Santo Amaro e batizou o casal Benedita da Conceição e Pantalião Teizen que vendeu para a Igreja Adventista do Sétimo Dia uma propriedade de 56 alqueires por vinte milhões de réis no dia 28 de abril de 1915, dando início ao Seminário Adventista no Capão Redondo, hoje Centro Universitário Adventista de São Paulo.
Homem de pequena estatura, experiente educador e líder, era minucioso e exigente, mas ao mesmo tempo compreensivo, conselheiro e altamente capaz na solução de problemas.
Como primeiro diretor do Seminário Adventista (1915-1918) apoiado por John Boehm, fundador e primeiro administrador desta instituição, teve a responsabilidade de construir o primeiro prédio da escola. Neste tempo também foi construído o antigo tanque com o objetivo de produzir energia elétrica para a nova instituição.
Retornou aos Estados Unidos com a família em 1920, onde estudou no College of Medical Evangelists em Loma Linda, na Califórnia.
Em 1925 formou-se em medicina e retornou ao Brasil onde, a partir de 1926, estabeleceu um consultório e uma clínica médica no Rio de Janeiro. Atuou em Porto Alegre, Taquara e Ijuí e São Paulo onde sua saúde se agravou devido ao mal de Parkinson em 1935.
Faleceu aos 69 anos e foi sepultado no Cemitério de Santo Amaro, bem próximo da igreja que ajudara a construir em 1915.

## Homenagens
- Em 23 de junho de 1986 a Biblioteca Central do Instituto Adventista de Ensino recebeu seu nome em homenagem ao pioneiro adventista.

- No dia 4 de maio de 2005 foi inaugurada a Biblioteca Universitária John Lipke, reconhecida entre as melhores no gênero na região sul da capital paulista.